# Nereis tenuipalpa
Nereis tenuipalpa är en ringmaskart som beskrevs av Pflugfelder 1933. Nereis tenuipalpa ingår i släktet Nereis och familjen Nereididae. Inga underarter finns listade i Catalogue of Life.